# Chronogaster braziliensis
Chronogaster braziliensis is een rondwormensoort uit de familie van de Chronogasteridae. De wetenschappelijke naam van de soort is voor het eerst geldig gepubliceerd in 1957 door Meyl.